# New York Knicks 2003-2004
La stagione 2003-04 dei New York Knicks fu la 55ª nella NBA per la franchigia.
I New York Knicks arrivarono terzi nella Atlantic Division della Eastern Conference con un record di 39-43. Nei play-off persero al primo turno con i New Jersey Nets (4-0).

## Roster
| N°   | Naz.                    | Ruolo | Sportivo              | Anno | Alt. | Peso |
| ---- | ----------------------- | ----- | --------------------- | ---- | ---- | ---- |
| 1    | Stati Uniti (bandiera)  | GA    | Anfernee Hardaway     | 1971 | 201  | 88   |
| 2    | Stati Uniti (bandiera)  | A     | Keith Van Horn        | 1975 | 208  | 100  |
| 3    | Stati Uniti (bandiera)  | G     | Stephon Marbury       | 1977 | 188  | 82   |
| 4    | Stati Uniti (bandiera)  | G     | Howard Eisley         | 1972 | 188  | 80   |
| 4    | Stati Uniti (bandiera)  | A     | DerMarr Johnson       | 1980 | 206  | 91   |
| 5    | Stati Uniti (bandiera)  | A     | Tim Thomas            | 1977 | 208  | 104  |
| 13   | Stati Uniti (bandiera)  | C     | Nazr Mohammed         | 1977 | 208  | 100  |
| 14-5 | Polonia (bandiera)      | C     | Cezary Trybański      | 1979 | 218  | 109  |
| 20   | Stati Uniti (bandiera)  | G     | Allan Houston         | 1971 | 198  | 91   |
| 21   | Stati Uniti (bandiera)  | G     | Charlie Ward          | 1970 | 188  | 86   |
| 25   | Stati Uniti (bandiera)  | G     | Moochie Norris        | 1973 | 185  | 79   |
| 30   | Stati Uniti (bandiera)  | G     | Frank Williams        | 1980 | 191  | 96   |
| 32   | Stati Uniti (bandiera)  | AC    | Othella Harrington    | 1974 | 206  | 107  |
| 34   | Stati Uniti (bandiera)  | AC    | Antonio McDyess       | 1974 | 206  | 100  |
| 35   | Stati Uniti (bandiera)  | A     | Clarence Weatherspoon | 1970 | 198  | 109  |
| 40   | Stati Uniti (bandiera)  | A     | Kurt Thomas           | 1972 | 206  | 104  |
| 41   | Croazia (bandiera)      | C     | Bruno Šundov          | 1980 | 218  | 100  |
| 42   | Stati Uniti (bandiera)  | A     | Vin Baker             | 1971 | 211  | 105  |
| 49   | Stati Uniti (bandiera)  | GA    | Shandon Anderson      | 1973 | 198  | 94   |
| 50   | Stati Uniti (bandiera)  | A     | Mike Sweetney         | 1982 | 203  | 125  |
| 51   | Stati Uniti (bandiera)  | C     | Michael Doleac        | 1977 | 211  | 119  |
| 55   | RD del Congo (bandiera) | C     | Dikembe Mutombo       | 1966 | 218  | 111  |

## Staff tecnico
- Allenatori: Don Chaney (15-24) (fino al 14 gennaio)[1], Herb Williams (1-0) (dal 14 gennaio al 15 gennaio), Lenny Wilkens (23-19)
- Vice-allenatori: Greg Brittenham, George Glymph, Dick Helm, Lon Kruger (fino al 14 gennaio), Brendan Malone (fino al 14 gennaio), Michael Malone, Herb Williams  (fino al 14 gennaio e dal 15 gennaio), Mark Aguirre (dal 16 gennaio)